# Burgundi Johanna francia királyné
Burgundi Johanna (Bracon, 1288 – Roye vagy Párizs, 1330. január 21.) Franciaország királynéja, Burgundia és Artois grófnője.

## Származása és házassága
V. (Hosszú) Fülöp felesége, IV. Ottó burgundi gróf és Mahaut d’Artois leánya volt. Húga, Blanka, IV. (Szép) Károly felesége lett.

## Élete
1307 januárjában házasodott össze Fülöp herceggel (1311-től poitiers-i gróf) Corbeil-Essonnes-ban. A nevezetes, 1314-es botrányban, melyben mind húgát, mind sógornőjét, Burgundi Margit francia királynét házasságtörésen érték, őt is elítélték – igaz, Johanna nem csalta meg a férjét, de asszisztált a másik két hercegné kalandjához. Ennek megfelelően enyhébb ítéletet kapott, így nem a zord normandiai Château-Gaillard-ban, hanem az île-de-france-i Dourdanban börtönözték be.
Még fogságban volt amikor meghalt fivére, Róbert burgundi gróf, így 1315-ben II. Johanna néven a tartomány úrnője lett. Sógora, a botrányban kárvallott X. (Civakodó) Lajos megkegyelmezett neki, és visszatérhetett férje oldalára. Az utószülött I. János rövidke életét követően november 19-én lett Franciaország királynéja. 1317. január 9-én koronázták meg férjével együtt, Reimsben.
Fülöp 1322-es halála után visszavonult. 1329-ben anyjától örökölte Artois-t, azonban 1330 januárjában maga is elhalálozott. Saint-Denis-ben temették el férje mellé. Végakaratával alapította meg az ún. burgundi kollégiumot a párizsi egyetemen.

## Gyermekei
- Johanna (1308–1347), Burgundia és Artois grófnője, IV. Ottó burgundi herceg felesége 1318-tól
- Margit (1310–1382), Burgundia és Artois grófnője, 1320-tól I. Lajos flandriai gróf felesége
- Izabella (1312–1348), 1323-tól VIII. Guigues viennois-i dauphin, majd 1335-től III. Jean de Faucogney felesége
- Fülöp (1313–?)
- Blanka (1313–1358), klarissza apácaként élte le életét Longchamp-ban.
- Lajos (1316–1317)
- Johanna (1317)